# Emar
Emar (em árabe: إيمار; romaniz.: ʾīmār), atualmente conhecido localmente como Tel Mesquene (تل مسكنة ; Tall Maskana) é um sítio arqueológico situado no grande meandro do Médio Eufrates, no nordeste da Síria, atualmente na margem do Lago Assad, o lago artificial criado pela barragem de Tabqa, perto da cidade de Mascana, na província de Alepo, 90 km a leste de Alepo. Nos períodos romanos e bizantino existiu uma cidade à antiga Emar chamada Barbalisso, a que os árabes chamaram Balis.
Emar foi uma antiga cidade amorita, onde foram encontradas numerosas tábuas escritas em cuneiforme, que fazem dela um dos sítios arqueológicos mais importantes da Síria, a par de Ugarite, Mari e Ebla. Nesses textos, datados do período entre o século XIV a.C. e a queda de Emar em 1 187 a.C., e nas escavações arqueológicas levadas a cabo em várias campanhas deste a década de 1970, Emar surge como um importante centro de comércio da Idade do Bronze, ocupando uma posição estratégica nos limites entre as principais potências da Alta Mesopotâmia, Anatólia e Síria.[carece de fontes?]
Ao contrário do que acontece noutras cidades, as tábuas conservadas em Emal, a maior parte delas escritas em língua acádia do século XIII a.C. não são da realeza ou oficiais, mas sim registos de transações privadas, de assuntos judiciais, negócios de imobiliário, casamentos, testamentos e adoções formais. Na chamada casa do sacerdote havia uma biblioteca com textos literários e lexicais, na tradição mesopotâmica, além de textos rituais para os cultos religiosos locais.[carece de fontes?]

## História
Emar estava situada estrategicamente, num local onde as mercadorias que eram transportadas no Eufrates eram descarregadas para prosseguirem por via terrestre. Em meados do 3º milénio III a.C., Emar caiu sob a influência dos governantes de Ebla, sendo mencionada nos arquivos desta última cidade. Segundo os textos de Mari do século XVIII a.C. (Idade do Bronze Média), Emar estava sob a influência do estado amorita vizinho de Iamade. Não há tradição local de monarquia em Emar. Há documentação escrita da própria Emar para o período do século XIII e início do XII a.C. (Idade do Bronze Tardia), a maior parte em língua acádia. Há também referências à cidade em textos contemporâneos de Hatusa, Ugarite e em arquivos assírios. Nesse tempo, Emar estava sob a esfera de influência hitita, subordinada ao rei de Carquemis, um vassalo dos hititas. Era a principal cidade de uma província fronteiriça hitita conhecida como "Terra de Astata", que incluía Tell Fray. A correlação entre os reis de Emar com a lista de reis de Carquemis, a qual é conhecida, permite alguma datação absoluta.
A documentação escrita e arqueológica termina no final do século XII a.C., devido ao colapso da Idade do Bronze. A data exata da destruição foi colocada em 1 187 a.C., o 2º ano do reinado de Melisipaque II da Babilónia. O local manteve-se deserto nas instáveis fronteiras orientais do Império Romano, tendo sido substituída por Barbalisso, a localidade vizinha sua sucessora, que continuou a existir durante o período bizantino. Em 253 foi na área que se travou a batalha de Barbalisso, entre tropas romanas e tropas sassânidas comandadas pelo imperador Sapor I, que se cifrou numa derrota decisiva dos romanos.[carece de fontes?]

## Arqueologia
As escavações de resgate devido à elevação das águas da barragem de Tabqa foram realizadas por duas equipas francesas entre 1972 e 1976, lideradas por Jean-Claude Margueron.[a] As escavações revelaram uma área de templos que incluía os santuários do deus do tempo Baal e possivelmente da sua consorte Astarte, datados da Idade do Bronze Final (século XIII a.C. e início do século XII a.C.).[carece de fontes?]
Após a conclusão das escavações francesas, o sítio foi deixado sem guarda e foi sistematicamente pilhado, tendo aparecido muitas tábuas com escrita cuneiforme no mercado "cinzento" de antiguidades, completamente fora de contexto. EM 1992, a Direção Geral de Antiguidades de Museus da Síria tomou a seu cargo o sítio e uma série de novas campanhas arqueológicas revelaram estratos mais antigos, da Idade do Bronze Primitiva e Média  (segunda metade do 3º milénio e primeira metade do 2º milénio a.C.) Depois de 1996, juntou-se à equipa síria uma equipa alemã da Universidade Eberhard Karls de Tubinga.
Até ao início da década de 2000 tinham sido recuperadas cerca de 1 100 tábuas escritas em acádio, 800 das escavações e 200 do mercado de antiguidades. Foram também encontradas 100 tábuas em hurrita e uma em hitita. Todas as tábuas exceto uma são da Idade do Bronze Tardia.[carece de fontes?]